# 兰迪·霍尔科姆
兰迪·阿尔弗雷德·霍尔科姆（英語：Randy Alfred Holcomb，1979年8月8日—），美国商人、前NBA联盟职业篮球运动员。他在2002年的NBA选秀中第2轮第57顺位被圣安东尼奥马刺选中。